# 23. september
23. september er dag 266 i året i den gregorianske kalender (dag 267 i skudår). Der er 99 dage tilbage af året.
Linus dag. Biskop af Rom omkring år 90, som skal have været Peters første efterfølger i paveembedet.
Efterårsjævndøgn falder oftest den 22. eller 23. september, og mindre hyppigt 21. eller 24. september.

### Begivenheder
Født - Dødsfald
- 480 f.Kr. - Perserkongen Xerxes erobrer store dele af Grækenland, herunder Athen, men besejres i slaget ved Salamis. Xerxes lider det endelige nederlag ved Platææ, hvorefter perserne rejser hjem.
- 1122 - Investiturstriden mellem paven og den tyske kejser afsluttes med det såkaldte Wormskonkordat, der giver kirken ret til at udpege biskopper og abbeder.
- 1722 - For første gang spilles der komedie i Danmark med dansk tekst. Det skete på den første danske skueplads, Teatret i Lille Grønnegade, som den fransk-danske skuespiller og teaterdirektør René Magnon de Montaigu åbnede denne dag. Åbningsstykket var Molières Den Gerrige (Gnieren). Tre dage senere var Holbergs Den politiske Kandestøber på plakaten, fulgt af en lang række Holberg-komedier.
- 1846 - Planeten Neptun opdages ved en fælles indsats af Urbain Le Verrier, John Couch Adams og Johann Gottfried Galle.
- 1848 - Tyggegummi i butikkerne i USA for første gang nogensinde.
- 1889 - Nintendo grundlægges af Fusajiro Yamauchi for at producere og sælge spillet Hanafuda.
- 1904 - Peter 1. krones til konge af Kongeriget Serbien.
- 1905 - Norge og Sverige underskriver Karlstad-konventionen, der ophæver Den svensk-norske union.

- 1911 - Den amerikanske flypioner Earl Ovington foretager den første flyvning med luftpost autoriseret under det amerikanske postvæsen, da han i sit fly flyver post mellem to byer på Long Island i New York.
- 1912 - Den første udgave af Mack Sennets Keystone Cops film Cohen Collects a Debt udkommer.
- 1913 - Den franske flypioner Roland Garros gennemfører som den første en flyvning på tværs over Middelhavet; fra St. Raphael i Frankrig til Bizerte i Tunesien.
- 1914 - Düsseldorf er mål for det første britiske luftangreb under 1. verdenskrig.
- 1925 - Den sidste orlogsparade på fregatten Jylland afholdes.
- 1932 - Kong Ibn Saud afslutter sammenlægningen af sine besiddelser på Den Arabiske Halvø og giver det nye land navnet Kongeriget Saudi-Arabien.
- 1939 - Tyskland begynder et voldsomt bombardement af Polens hovedstad Warszawa, der som det sidste sted holder stand mod de tyske besættelsestropper. Fire dage senere overgiver byen sig.
- 1940 - Japanske tropper rykker ind i Indokina.
- 1941 - Charles de Gaulle danner fransk eksilregering i London.
- 1943 - Under beskyttelse af den tyske hær grundlægges den fascitiske lydstat Salò-republikken i det nordlige Italien under ledelse af Benito Mussolini.
- 1943 - I Auschwitz indledes eksperimentel gasning af jøder.
- 1952 - Den amerikanske bokser Rocky Marciano bliver verdensmester i sværvægtsboksning, da han knockoutbesejrer Jersey Joe Walcott i 13. omgang i Philadelphia. Boksekampen blev samtidig starten på betalingsfjernsyn med sportsbegivenheder, da kampen blev tilbudt seerne i 49 store teatre i 31 byer.
- 1962 - The Lincoln Center for the Performing Arts åbner i New York City.
- 1964 - Premiere i New York på musicalen Spillemand på en tagryg.
- 1966 - Ungarn slår Danmark 6-0 i fodbold i Budapest.
- 1970 - Efter åbning af Verdensbankens årsmøde i Bella Centret i København kommer det sammenstød mellem 6.000 demonstranter og 1.000 politibetjente.
- 1973 - Danmark slår i Trondheim Norge 1-0 i fodbold.
- 1973 - Ved valget i Argentina opnår Juan Peron 61,8% af stemmerne. Hermed er han tilbage i argentinsk politik, og to dage senere tages han og hans hustru Isabel i ed, hun som landets første kvindelige vicepræsident.
- 1981 - Det danske fodboldlandshold vinder i Idrætsparken en venskabskamp mod Norge med 2-1. Preben Elkjær og Frank Arnesen scorede de danske mål.
- 1987 - Fremskridtspartiets stifter Mogens Glistrup bliver af et flertal på 139 i Folketinget erklæret værdig til atter at sidde som medlem af Tinget. 13 stemte imod. Glistrup var i marts samme år blevet løsladt efter at have afsonet halvdelen af en straf på tre års fængsel for ulovlige økonomiske transaktioner. To gange tidligere var han blevet kendt uværdig til at sidde i Folketinget.
- 1992 - I en VM kvalifikationskamp i Vilnius spiller det danske fodboldlandshold skuffende kun 0-0 mod Litauen. Kim Christofte brændte et straffespark i kampen.
- 1993 - Den russiske præsident Boris Jeltsin opløser parlamentet og udskriver nyvalg.
- 1994 - Pest bryder ud i den indiske by Surat.
- 2002 - Den første offentlige version af web browseren Mozilla Firefox ("Phoenix 0.1") udgives.
- 2003 - Sjælland, Lolland, Falster og Bornholm rammes af et massivt strømsvigt, hvorefter el-nettet skal død-startes.
- 2006 - En dansk militærkonvoj i Irak rammes af vejsidebombe under patruljering nær Basra. En dansk soldat bliver dræbt og otte såres, deraf en alvorligt.
- 2009 - Et voldsomt røveri finder sted mod G4S' værdidepot i Västberga, Sverige.
- 2019 - Den britiske rejsegruppe Thomas Cook Group erklæres konkurs og 600.000 rejsende og medarbejdere strander på rejsedestinationer.[1]

### Født
- 484 f.Kr. - Euripides, græsk tragediedigter (død 406 f.Kr.).
- 63 f.Kr. - Gaius Octavius, Roms første kejser under navnet Augustus (død 14).
- 1215 - Kublai Khan, mongolsk militær leder og kinesisk kejser (død 1294).
- 1713 - Ferdinand 6. af Spanien, konge (død 1759).
- 1870 - Oluf Christian Krag, dansk politiker og minister (død 1942).
- 1913 - Carl-Henning Pedersen, dansk kunstner. (død 2007)
- 1916 - Aldo Moro, italiensk politiker (død 1978) - myrdet.
- 1920 - Mickey Rooney (Joseph Yule, Jr.), amerikansk filmskuespiller (død 2014).
- 1925 - Eleonora Rossi Drago, italiensk filmskuespillerinde (død 2007).
- 1926 - John Coltrane, amerikansk jazzsaxofonist (død 1967).
- 1927 - Herbert Pundik, dansk-israelsk journalist og redaktør (død 2019).
- 1930 - Ray Charles, amerikansk soulsanger og pianist (død 2004).
- 1934 - Per Olov Enquist, svensk forfatter (død 2020).
- 1938 - Romy Schneider, tysk-østrigsk skuespiller (død 1982).
- 1943 - Julio Iglesias, spansk sanger.
- 1944 - Eric Bogle, skotsk-australsk folkemusiker.
- 1946 - Sisse Reingaard, dansk skuespillerinde.
- 1948 - Jørgen Mads Clausen, dansk direktør.
- 1949 - Bruce Springsteen, amerikansk sanger, guitarist og komponist.
- 1973 - Artim Ŝakiri, makedonsk fodboldspiller.
- 1975 - Lærke Winther Andersen, dansk skuespillerinde.
- 1976 - Szhirley, dansk sangerinde.

### Dødsfald
- 1241 - Snorri Sturluson, islandsk historiker, poet og politiker (født 1179).
- 1666 - Nicholas François Mansart, fransk arkitekt (født 1598).
- 1870 - Prosper Mérimée, fransk forfatter (født 1803).
- 1889 - William Wilkie Collins, britisk forfatter (født 1824).
- 1939 - Sigmund Freud, østrigsk læge og psykiater (født 1856).
- 1973 - Pablo Neruda, chilensk digter og modtager af Nobelprisen i litteratur (født 1904).
- 1981 - Dan George, canadisk høvding og skuespiller (født 1899).
- 1982 - Poul-Henrik Trampe, dansk forfatter (født 1944).
- 1987 - Bob Fosse, amerikansk instruktør og koreograf (født 1927).
- 1996 - Fujiko F. Fujio, japansk tegneserietegner (født 1933).
- 2003 - Jan Stage, dansk forfatter og journalist (født 1937).